# Amour et Mélasse
Pour plus de détails, voir Fiche technique et Distribution.
Amour et Mélasse (Love and Molasses ou His First Job aux États-Unis) est un film français burlesque, réalisé par Georges Méliès, sorti en 1908.

## Synopsis
Un homme entre dans une épicerie et propose à son propriétaire de prendre son neveu comme assistant. Il accepte, sans savoir qu'il va avoir affaire à un incorrigible maladroit.

## Fiche technique
- Titre original : Amour et Mélasse
- Titres américains : Love and Molasses ou His First Job
- Réalisation : Georges Méliès
- Scénario : Georges Méliès
- Photographie :
- Montage :
- Musique (en 2008) : Brian Benison
- Société de production et distribution (1908) : Star Film
- Société de distribution DVD (2008) : Lobster Films
- Pays d'origine :  France
- Langue : film muet avec les intertitres en français
- Format : Noir et blanc — 35 mm — 1,33:1 — Muet
- Genre :  Comédie, Film burlesque
- Durée : 5 minutes 7 secondes